# Louise Pape
Pour les articles homonymes, voir Pape (homonymie).
Louise Pape est une joueuse d'échecs française née le 18 mars 1869 et morte le 23 août 1951.

## Biographie
Née dans le 9e arrondissement de Paris en 1869, Louise, Henriette Pape est la fille de Frédéric Pape et Camille Delouche. Elle est la sœur du problémiste Édouard Pape.

## Carrière échiquéenne
Louise Pape devient championne de France en 1931 à Paris,. Elle termine pourtant deuxième de la compétition, mais première française, derrière Paulette Schwartzmann.
Elle a participé à plusieurs championnats de France féminins en terminant 3e en 1927, 3e en 1928, 6e en 1932, 6e en 1933, 4e en 1935 et 4e en 1936.

### Article
- Jeanne Léon-Martin, « Le roi des jeux aux mains des reines... des Échecs », Comœdia, no 7.401,‎ 15 mai 1933, p. 1 (lire en ligne, consulté le 22 mars 2021).